# Patananjärvi
Patananjärvi eller Patanajärvi är en sjö i Finland. Den ligger i kommunen Vetil i landskapet Mellersta Österbotten, i den centrala delen av landet, 400 km norr om huvudstaden Helsingfors. Patananjärvi ligger 96,9 meter över havet. I omgivningarna runt Patananjärvi växer i huvudsak blandskog. Den är 3,03 meter djup. Arean är 1,37 kvadratkilometer och strandlinjen är 7,81 kilometer lång. Sjön  ingår i Perho å huvudavrinningsområde. 